# Arman Sjilmanov
Arman Sjilmanov (kazakiska: Apмaн Шилмaнoв), född 20 april 1984, är en kazakisk taekwondoutövare.
Han tog OS-brons i tungviktsklassen i samband med de olympiska taekwondo-turneringarna 2008 i Peking.

## OS 2008
I de olympiska sommarspelen 2008 i Peking mötte Sjilmanov den före detta kubanska taekwondoutövaren Ángel Matos i en bronsmedaljmatch med 80 kg-kategorin. Matos ledde matchen med 3-2, men han skadade sig och behövde vård. Uppehållet för Matos var för långt och därför vann Sjilmanov.